# Scottie Lewis
George Scott Lewis Jr. (Bronx, 12 de março de 2000) é um jogador norte-americano de basquete profissional que atualmente joga no Charlotte Hornets da National Basketball Association (NBA) e no Greensboro Swarm da G-League.
Ele jogou basquete universitário pela Universidade da Flórida e foi selecionado pelos Hornets como a 56º escolha geral no draft da NBA de 2021.

## Carreira no ensino médio
Lewis jogou basquete no ensino médio na Ranney School em Tinton Falls, Nova Jersey. Ele foi classificado por unanimidade como um recruta de 5 estrelas por todos os principais serviços de recrutamento.

### Recrutamento
Em 2 de outubro de 2018, Lewis anunciou que jogará basquete universitário na Universidade da Flórida, rejeitando a oferta da Universidade de Kentucky.
| Nome | Cidade Natal                           | Escola             | Altura             | Peso           | Data                 |
| --- | -------------------------------------- | ------------------ | ------------------ | -------------- | -------------------- |
| Scottie Lewis SF | Hazlet, NJ                             | Ranney School (NJ) | 6 ft 5 in (1.96 m) | 185 lb (84 kg) | 2 de Outubro de 2018 |
| Scottie Lewis SF | Recrutamento: Rivals: 247Sports: ESPN: |                    |                    |                |                      |
| Rankings: Rivals: 8º \| 247Sports: 7º \| ESPN: 10º |                                        |                    |                    |                |                      |
| - Nota: Em muitos casos, Scout, Rivals, 247Sports e ESPN podem entrar em conflito em suas listas de altura e peso, nestes casos, a média foi obtida. - Fonte: |                                        |                    |                    |                |                      |

## Carreira universitária
Em seu primeiro jogo na Universidade da Flórida, Lewis registrou nove pontos, cinco rebotes e duas assistências na vitória por 74-59 sobre North Florida. Em 26 de fevereiro de 2020, Lewis marcou 18 pontos na vitória por 81-66 contra LSU. Em 7 de março, ele teve 19 pontos em uma derrota por 71-70 para Kentucky. Na conclusão da temporada regular, Lewis foi nomeado para a Equipe de Novatos da SEC. Ele teve médias de 8,5 pontos e 3,6 rebotes, liderando a equipe em bloqueios (36) e terminando em segundo lugar para Keyontae Johnson em roubos de bola com 36.
Em 6 de abril de 2020, foi anunciado que Lewis retornaria à Flórida para a temporada de 2020-21. Ele perdeu três jogos em seu segundo ano depois de contrair COVID-19. Lewis teve médias de 7,9 pontos, 3,1 rebotes e 1,6 roubos de bola. Após a temporada, ele se declarou para o draft da NBA de 2021 e contratou um agente.

## Carreira profissional
Lewis foi selecionado pelo Charlotte Hornets como a 56ª escolha geral no Draft da NBA de 2021. Em 3 de agosto de 2021, os Hornets anunciou um acordo com Lewis. Sob os termos do acordo, ele dividirá o tempo entre o Hornets e seu afiliado da G-League, o Greensboro Swarm.

## Estatísticas da carreira

### NBA

#### Temporada regular
| Ano     | Equipe    | PJ | PT | MPJ | AP | 3P | LL   | RT | AS | BR | TO | PPJ |
| ------- | --------- | -- | -- | --- | -- | -- | ---- | -- | -- | -- | -- | --- |
| 2021–22 | Charlotte | 2  | 0  | 3.5 | –  | –  | .500 | .0 | .5 | .5 | .0 | .5  |

### G-League
| Ano     | Equipe     | PJ | PT | MPJ  | AP   | 3P   | LL   | RT  | AS  | BR  | TO  | PPJ  |
| ------- | ---------- | -- | -- | ---- | ---- | ---- | ---- | --- | --- | --- | --- | ---- |
| 2021-22 | Greensboro | 15 | 9  | 29.1 | .437 | .250 | .926 | 3.0 | 1.8 | 1.1 | 1.4 | 10.9 |

### Universitário
| Ano      | Equipe   | PJ | PT | MPJ  | AP   | 3P   | LL   | RT  | AS  | BR  | TO  | PPJ |
| -------- | -------- | -- | -- | ---- | ---- | ---- | ---- | --- | --- | --- | --- | --- |
| 2019–20  | Florida  | 30 | 22 | 29.1 | .441 | .361 | .817 | 3.6 | .8  | 1.2 | 1.2 | 8.5 |
| 2020–21  | Florida  | 21 | 9  | 25.6 | .445 | .318 | .673 | 3.1 | 1.5 | 1.6 | 1.0 | 7.9 |
| Carreira | Carreira | 51 | 31 | 27.3 | .443 | .339 | .745 | 3.3 | 1.1 | 1.4 | 1.2 | 8.2 |

Fonte: